# Rio Giraul
O rio Giraul, por vezes também grafado Giraúl, é um curso de água de Angola que faz parte da Vertente Atlântica.
O Giraul nasce na Serra da Chela e atravessa toda a árida província do Namibe até ao oceano Atlântico, onde desagua, a norte da cidade de Moçâmedes. O seu curso é bastante declivoso, serpeando através de altos morros em terrenos pedregosos. Trata-se de um rio de regime torrencial que se torna caudaloso nos meses de fevereiro e março, por períodos curtos de alguns dias ou semanas. São afluentes do rio Giraul o Maconge, o Tampa, o Bumbo, o Mualongoloca, o Tenteca e o Ndiombo.
As margens do rio Giraul são habitadas deste tempos pré-históricos, o que é comprovado pela descoberta de estações arqueológicas líticas. Em 2011, grandes enxurradas destruíram a ponte rodoviária que cruzava o rio Giraul e por onde passava a Estrada Nacional 280, que liga as cidades de Moçâmedes e Lubango. Nova ponte foi inaugurada em 2015. Com 605,7 metros de extensão -- o que faz dela a segunda maior da província do Namibe e a quarta do país --, recorre à tecnologia LED e à energia solar para assegurar a sua iluminação durante a noite. Assim, foi possível levar luz a esta via que, de outra forma, nunca poderia ser iluminada, dado o enorme custo associado a levar linhas elétricas até este local remoto.
Nota linguística: Ambas as formas são utilizadas em Angola. Pelas regras ortográficas da língua portuguesa, o vocábulo não deve ser graficamente acentuado (Giraul). No entanto, na sinalética existente no local, o nome do rio tanto é escrito com acento (Giraúl) como sem ele (Giraul).